# Енишехир (Бурса)
Енишехир (тур. Yenişehir, «новый город») — город и район в провинции Бурса (Турция).